# Istoplasmosi
L’istoplasmosi è un'infezione causata da un fungo chiamato Histoplasma capsulatum.

## Storia ed epidemiologia
L'infezione è comune nella zona centro-orientale degli Stati Uniti, ma anche in altre zone dei paesi tropicali e temperati. La varietà duboisii è presente in Africa centrale.
L'Histoplasma fu scoperto nel 1905 da Samuel T. Darling, ma l'infezione è stata individuata soltanto nel 1930.
In Italia sono stati descritti più di 100 casi di istoplasmosi, per la maggior parte si trattava di individui che avevano acquisito l'infezione in America del centro-sud. La mortalità riportata è stata del 28% .

## Eziologia
L'Histoplasma capsulatum è un fungo comunemente presente nell'ambiente, si ritrova nel suolo sotto forma di filamento, mentre quando infetta l'uomo si comporta come un lievito.
Nei terreni contaminati da escrementi di uccelli o roditori, il fungo si moltiplica rapidamente e l'infezione avviene in genere per inalazione della polvere infetta.

## Patogenesi
L'Histoplasma infetta i macrofagi e la patogenesi della malattia somiglia molto a quella della tubercolosi. Per questo motivo, fino al 1930 le due malattie venivano confuse.
Nella maggior parte degli individui l'infezione decorre in maniera asintomatica.

## Clinica

### Segni e sintomi
- Istoplasmosi polmonare acuta: l'infezione polmonare acuta si manifesta come malattia febbrile con cefalea, tosse e dolore toracico, malessere, mialgie e calo ponderale. Il decorso è di circa una settimana, ma se la carica infettiva è notevole o se le difese immunitarie del paziente sono scarse (come ad esempio nel paziente affetto da AIDS), la malattia può anche risultare fatale.
- Istoplasmosi polmonare cronica: l'infezione cronica colpisce i soggetti con lesioni polmonari di tipo enfisematoso. In questi casi la malattia assume l'aspetto di infiltrati localizzati soprattutto agli apici polmonari, che possono essere facilmente confusi con infiltrati tubercolari.
- Istoplasmosi disseminata: l'infezione sistemica è una manifestazione rara, quasi sempre letale, che si verifica in genere solo nei pazienti immunodepressi. Assieme alla febbre, alla epatosplenomegalia e alla linfoadenopatia possono comparire anemia, leucopenia, polmonite interstiziale, meningite, encefalite e ulcere orofaringee.

### Diagnosi differenziale ed esami di laboratorio
Oltre ad un'accurata anamnesi, con particolare attenzione ai luoghi che ha visitato la persona, la sierologia fornisce una corretta diagnosi.

## Trattamento
La terapia consiste nella somministrazione di antifungini quali ketoconazolo e itraconazolo. L'Amfotericina B è riservata ai casi più gravi.

## Prognosi
La prognosi risulta infausta se il grado di inclusione del fungo dei macrofagi è molto alto, e se la risposta immunitaria del paziente è compromessa.